# Абоаге, Клиффорд
Клиффорд Абоаге (англ. Clifford Aboagye; род. 11 февраля 1995, Аккра) — ганский футболист, полузащитник клуба «Керетаро».

## Клубная карьера
Абоаге начал карьеру на родине в клубе «Интернешнл Эллиес». Летом 2013 года после молодёжного чемпионата мира Клиффорд подписал пятилетний контракт с итальянским «Удинезе». Сумма трансфера составила 800 тыс. евро. Сразу же он был отдан в аренду испанской «Гранаде». 8 января 2015 года в матче Кубка Испании против «Севильи» он дебютировал за «Гранаду». Абоаге в основном играл за дублирующую команду.
В начале 2017 года Клиффорд перешёл в мексиканский «Атлас». 15 января в матче против УАНЛ Тигрес он дебютировал в мексиканской Примере, заменив во втором тайме Кристиана Табо. 13 апреля в поединке против УНАМ Пумас Абоаге забил свой первый гол за «Атлас».

## Международная карьера
В 2013 году в составе молодёжной сборной Ганы Абоаге стал бронзовым призёром молодёжного чемпионата мира в Турции. На турнире он сыграл в матчах против команд Испании, США, Португалии, Чили, Ирака и дважды Франции.
В 2015 году в составе сборной Абоаге во второй раз принял участие в молодёжном чемпионате мира в Новой Зеландии. На турнире он сыграл в матчах против команд Аргентины, Панамы и Мали. В поединке против аргентинцев Клиффорд забил гол.

## Достижения
Международные
Гана (до 20)
- Молодёжный чемпионат мира — 2013

Индивидуальные
- Лучший бомбардир молодёжного чемпионата мира (6 голов) — 2013